# المسيلة (تريم)

'

تعديل مصدري - تعديل

المسيلة هي إحدى قرى عزلة تريم بمديرية تريم التابعة لمحافظة حضرموت، في الجمهورية اليمنية. بلغ تعداد سكانها 1156 نسمة حسب تعداد اليمن لعام 2004.

## روابط خارجية
- World Gazetteer:Yemen
- الجهاز المركزي للإحصاء بالجمهورية اليمنية
- المركز الوطني للمعلومات باليمن